# Theoretische Geophysik
Die Theoretische Geophysik erforscht die Grundlagen der Geophysik und lehrt sie an den geowissenschaftlichen Instituten der Universitäten.
Wichtige Schwerpunkte der Forschung sind unter anderem:
- Einführung neuer Erkenntnisse der Mathematik und der Physik in die Erdwissenschaften
- Theoretische Grundlagen der Potentialverfahren (Physikalische Felder allgemein, Schwere- und Magnetfeld, elektrisches Potential)
- Struktur des Erdinneren, insbesondere des oberen Erdmantels, Wellenausbreitung in der Seismologie
- Randwertprobleme und Nutzung der Gravimetrie zur Bestimmung der Krustendicke und des großräumigen Schalenaufbaues der Erde.
- Querverbindungen zur Astronomie (Erde als Planet) und zur Geodäsie (Aspekte der Bezugsysteme, grundlegende Koordinatensysteme usw.)